# Jakub Antoni Rolbiecki
Jakub Antoni Rolbiecki (data urodzenia nieznana, zm. 17 czerwca 1776 w Chojnicach) – polski duchowny katolicki, oficjał i archidiakon kamieński, proboszcz parafii Ścięcia św. Jana Chrzciciela w Chojnicach.

## Życiorys
Jego data urodzenia nie jest znana. Był on synem Andrzeja, dziedzica dóbr Stypurcz koło Swornegaci i matki szlachcianki, Katarzyny Rekowskiej, dziedziczki części wsi Brzeźno. Od 10 czerwca 1748 r. posiadał beneficjum chojnickie, natomiast 9 lutego 1762 r. został mianowany oficjałem kamieńskim. Był także archidiakonem kamieńskim. Ponadto pełnił funkcję dziekana Więcborka, Łobżenicy, Człuchowa i Nakła.
Zmarł 17 czerwca 1776 r. Jego nazwisko nosi obecnie jedna z chojnickich ulic.